# مسجد جامع بلده
مسجد جامع بلده مربوط به دوره قاجار است و در شهرستان نور، بخش بلده، شهر بلده، کنار مقبره شیخ سلطان احمد واقع شده و این اثر در تاریخ ۲۶ اسفند ۱۳۸۶ با شمارهٔ ثبت ۲۲۰۳۰ به‌عنوان یکی از آثار ملی ایران به ثبت رسیده است.